# Heerdhielm
Heerdhielm var en svensk adelsätt som tidigare hette Scheffer.
Enligt uppgift hos Anrep skulle ätten vara befryndad med den i Sverige naturaliserade patricierätten Scheffer, med förbehållet att det exakta släktskapet inte kunnat utrönas. En Henric Scheffer från Maintz uppges vara ättens äldste belagde förfader. Denne skulle ha inkommit till Sverige under Johan III för att ta tjänst som faktor eller agent i Finland, och till hustru skulle han ha haft en Brita Henriksdotter Storck. Deras son Henric Scheffer var borgmästare i Åbo från 1632, och var i sitt andra äktenskap förmäld med Margareta Werenberg vars far var lagläsare i Österbotten. Deras son Hanrik Scheffer var liksom fadern och farfadern verksam i Åbo som borgare och blev där rådman. Den senares hustru var borgardottern Elin Thorvöst. Ett av deras barn var Henric Scheffer som 1675 inkom till Sverige som auskultant i Svea hovrätt varefter han var verksam inom armén, Bergskollegium, Krigskollegium, Kammarkollegium och Kommerskollegium, för att slutligen bli vice president i Svea hovrätt.
Henric Scheffers hustru hette Maria Grubb, och hon var dotter till Jöns Eriksson Grubb och Anna Pedersdotter Helsingia. Denna släkt Grubb antogs förr ha tillhört släkten Grubb från Grubbe i Umeå, men uppgiften anses numera ostyrkt. Maria Grubbs systrar blev stammödrar till ätterna Nordenfelt, af Tibell och Leijonflycht, brodern adlades Grubbensköld, och deras mor var släkt med stammodern till adelsätten Broman.
År 1693 adlades Henric Scheffer med namnet Heerdhielm, och ätten introducerades på nummer 1 258 samma år. Han och Maria Grubb fick 13 barn varav flera avled som barn. Sonen Carl Johan var notarie i Kammarrevisionen men avled ogift. Hans bror Henrik var löjtnant vid Artilleriet, gift Strömsköld, men avled barnlös. Den yngste brodern Jöns var notarie vid Svea hovrätt men avled ogift 1766 och slöt ätten på svärdssidan. Deras syster Anna Helena var gift Baas men fick inga barn. En yngre syster Maria var gift med en friherre Thegner men fick inga barn. En annan syster Catharina Heerhielm var gift Gripenstierna och fick döttrar som gifte sig.